# Slag bij Santa Rosa Island
De Slag bij Santa Rosa Island vond plaats op 9 oktober 1861. De Zuidelijke eenheden slaagden er niet in om het Noordelijk Fort Pickens op Santa Rosa Island, Florida in te nemen.

## Achtergrond
Op het westelijk uiteinde van Santa Rosa Island ligt Fort Pickens. In de herfst van 1861 bestond het Noordelijk garnizoen uit delen van het 1ste, 2de, 4de en 5de U.S Artillery en het 3rd U.S. Infantry onder leiding van kolonel Harvey Brown. De 6th New York Volunteer Infantry, onder leiding van kolonel William Wilson kampeerden net buiten het fort.

## De slag
In de nacht van 8 oktober op 9 oktober 1861 stoomden twee kleine schepen op naar Santa Rosa Island. Op deze twee schepen bevonden zich de manschappen van brigadegeneraal Richard Anderson. Hun missie was het kamp en fort te veroveren op de Noordelijken. Ze landden op het noordelijke strand op ongeveer 6 km van het fort. Na een mars van ongeveer 4,5 km slaagden de Zuidelijken erin om de 6th New York Volunteers te verrassen. De 6th sloegen op de vlucht. Generaal Anderson zette een defensieve linie op om de Noordelijken uit het fort naar buiten te lokken. Kolonel Harvey Brown deed een uitval naar de Zuidelijken. Daarop trokken Andersons mannen zich terug en keerden terug naar het vasteland.

## Resultaat
De Noordelijken telden 14 gesneuvelden, 29 gewonden en 24 gewond of vermist. Generaal Braxton Bragg, bevelhebber van de Zuidelijke troepen in Pensacola rapporteerde 30 tot 40 gewonden en gesneuvelden. Anderen vermelden zelfs 170 slachtoffers. Generaal Anderson raakte ernstig gewond. Het Noordelijke kamp werd gedeeltelijk vernietigd.